# Gnutz
Gnutz település Németországban, Schleswig-Holstein tartományban. Lakosainak száma 1200 fő (2023. december 31.).

## Népesség
A település népességének változása:
| Lakosok száma | 905  | 1210 | 1187 | 1196 | 1161 | 1200 |
|               | 1975 | 2017 | 2019 | 2021 | 2022 | 2023 |